# Велика рукотворна річка

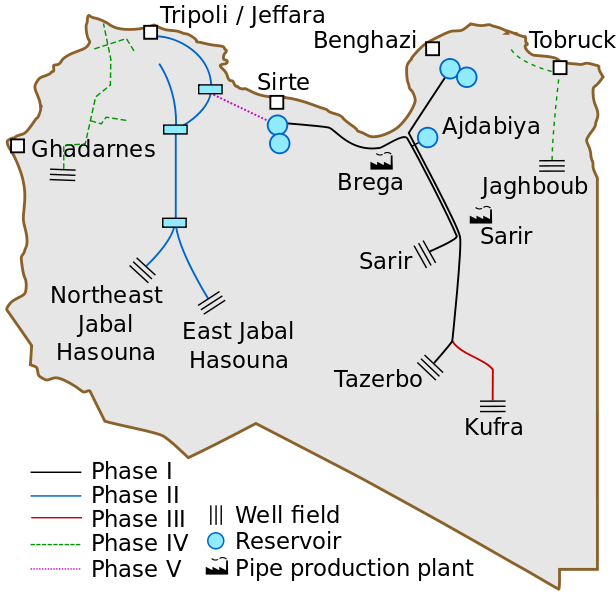
Велика Рукотворна Ріка, карта.

Вели́ка рукотво́рна рі́чка — складна мережа водоводів, яка постачає пустельні райони і узбережжя Лівії водою з Нубійського водоносного шару. За деякими оцінками, це найбільший інженерний проєкт з нині існуючих. Ця величезна система труб і акведуків, що включає також понад 1300 колодязів глибиною понад 500 метрів, постачає міста Триполі, Бенгазі, Сирт і інші, поставляючи 6 500 000 м³ питної води в день. Муаммар Каддафі назвав цю річку «Восьмим дивом світу»

## Проєкт
Під час пошуків нафти у південній Лівії в 1953 році були знайдені величезні підземні запаси питної води. В 1960-ті роки з'явилися перші думки з будівництва іригаційної системи, безпосередні ж роботи за проєктом почалися в 1984 році.
У 1984 році почалася перша фаза проєкту, яка коштувала вона приблизно $ 5 мільярдів. Її реалізовували південнокорейські фахівці за сучасними технологіями. У святковому відкритті проєкту взяли участь десятки арабських та африканських голів держав, сотні іноземних дипломатів і делегацій. Серед них були єгипетський президент Хосні Мубарак; король Марокко Хассан; голова Судану — генерал Омар ель-Башир і президент Джибуті Хассан Джулід. Муаммар Каддафі представив цей проєкт як подарунок третьому світові і сказав: «Після цього досягнення подвояться загрози США проти Лівії… Сполучені Штати зроблять все під іншим претекстом, але справжньою причиною буде зупинити це досягнення, щоб залишити народ Лівії пригнобленим». Мубарак у своїй промові на церемонії підкреслив регіональну важливість проєкту. Каддафі також звернувся до єгипетських селян з пропозицією приїжджати працювати в Лівії, населення якої тільки 4 мільйони жителів. Населення Єгипту ж — 83 мільйони людей, і воно скупчене на вузькій смузі землі вздовж Нілу та в його дельті.
Саме будівництво природним чином розділилося на п'ять основних фаз.
- Перша фаза передбачала великі екскаваторні роботи (до 85 млн м³ ґрунту) до яких взялися 28 серпня 1991 року.
- 1996 року почалися роботи другої фази — «Воду в Триполі», кінцева мета яких — постачання в Триполітанію 1 мільйона м³ води на день.
- Третя фаза — завершення будівництва водогону з оази Куфра до Бенгазі.
- Останні дві фази — будівництво нової, західної гілки в місто Тобрук і в підсумку об'єднання цих гілок в єдину систему біля міста Сирт.

Для виробництва труб діаметром чотири метри з попередньо напруженого залізобетону в місті Ель-Бурайка був побудований завод, що виробив понад півмільйона труб.
Проєкт дозволить зробити поливними 130 тисяч гектарів землі. Частина землі буде виділена дрібним фермерам, що поставляють продукцію на внутрішній ринок. Великі господарства, що працюють на першому етапі з іноземною допомогою, будуть орієнтовані на виробництво тих продуктів, які на теперішній час є імпортованими: пшениці, вівса, кукурудзи та ячменю.

## Цікаві факти

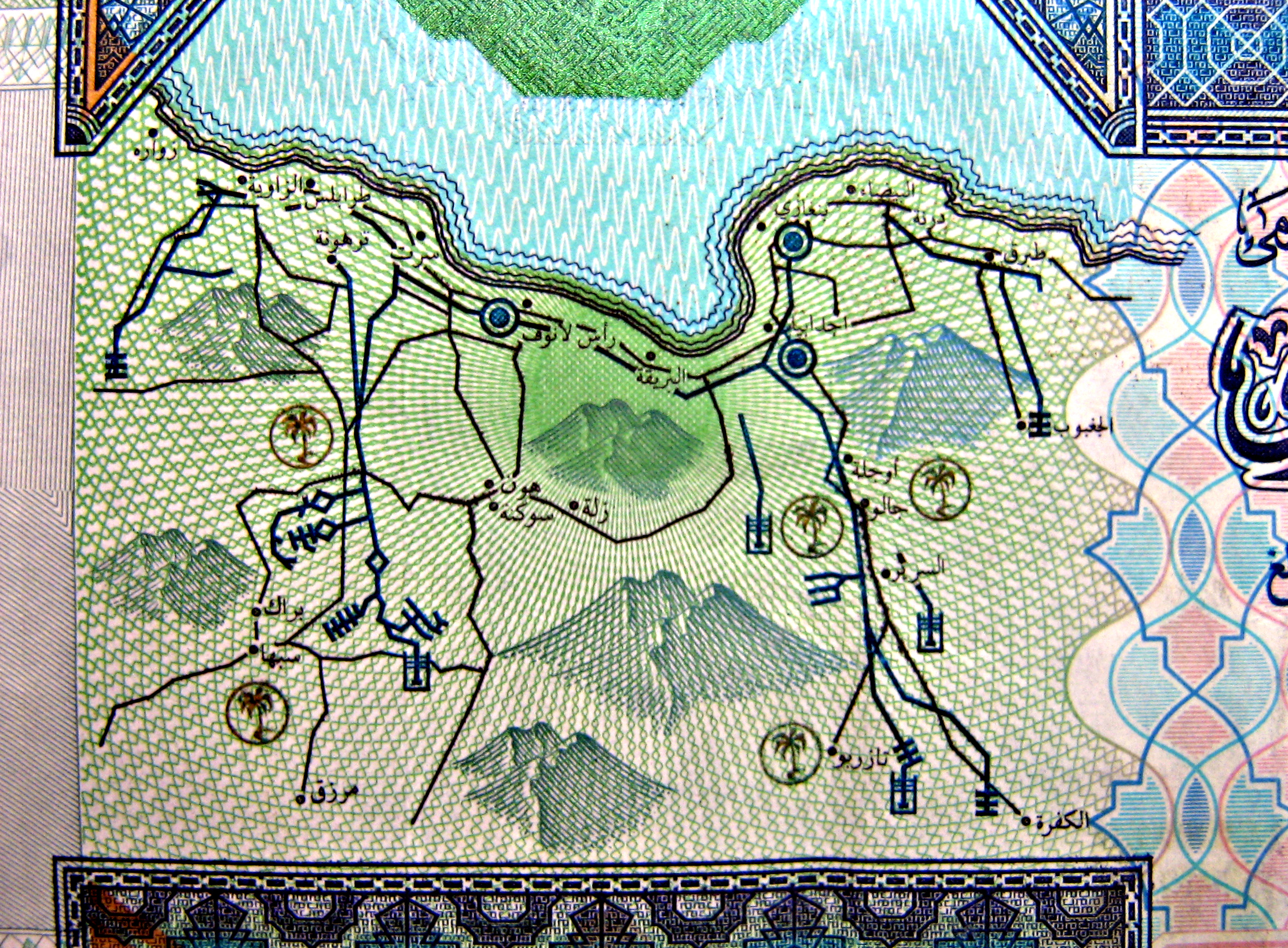
Велика рукотворна річка на банкноті 20 динар

У 2008 році Книга рекордів Гіннесса Велику рукотворну річку найбільшим іригаційним проєктом у світі.
Загальна вартість проєкту, за прогнозами, перевищить 25 млрд доларів, плановане завершення будівництва — не раніше ніж через 25 років. З 1990 року у підтримці та навчанні інженерів і техніків проєкту посилено надає допомогу Юнеско.
Схема Великої рукотворної річки розміщена на банкноті у 20 динарів.

## Хронологія
- 3 жовтня 1983 — Загальний народний конгрес провів надзвичайну сесію для створення резолюції щодо фінансування проєкту.
- 28 серпня 1984 — Муаммар Каддафі закладає перший камінь.
- 26 серпня 1989 — початок другого етапу будівництва.
- 11 вересня 1989 — вода надійшла в водосховищі в Адждабія
- 28 вересня 1989 — вода надійшла в водосховище Гранд-Омар-Муктар
- 4 вересня 1991 — вода надійшла в водосховище Аль-Гардабія.
- 28 серпня 1996 — вода дійшла до Триполі.
- 28 вересня 2007 — вода дійшла до Гар'яну.